# Estación de Andújar
Andújar es una estación ferroviaria situada en el municipio español de Andújar, en la provincia de Jaén, comunidad autónoma de Andalucía. Dispone de servicios de larga y media distancia. Las instalaciones también cumplen funciones logísticas, para lo cual disponen de varias vías de apartadero.

## Situación ferroviaria
Las instalaciones están situadas en el punto kilométrico 362,8 de la línea férrea de ancho ibérico Alcázar de San Juan-Cádiz, a 199 metros de altitud sobre el nivel del mar, entre las estaciones de Villanueva de la Reina y Arjonilla. El tramo es de vía única y está electrificado.

## Historia
La estación fue abierta al tráfico el 15 de septiembre de 1866 con la puesta en marcha del tramo Vilches-Córdoba de la línea que pretendía unir Manzanares con Córdoba. La obtención de la concesión de dicha línea por parte de la compañía MZA fue de gran importancia para ella dado que permitía su expansión hacia el sur tras lograr enlazar con Madrid los dos destinos que hacían honor a su nombre (Zaragoza y Alicante). Desde su inauguración la estación tuvo un importante tráfico de pasajeros y mercancías.
En 1941, con la nacionalización de los ferrocarriles de ancho ibérico, la estación pasó a manos de la recién creada RENFE. Con el paso de los años en torno a la estación se fue formando un núcleo poblacional, dependiente del municipio de Andújar, que para 1950 tenía un censo de 436 habitantes. Así mismo, también se articuló un polígono industrial formado por varias fábricas, algunas de las cuales contaban con ramales de enlace que unían sus instalaciones con la estación.
Desde el 31 de diciembre de 2004 Renfe Operadora explota la línea mientras que Adif es la titular de las instalaciones ferroviarias.

## La estación
El complejo ferroviario se encuentra situado al sur del núcleo urbano. El edificio para viajeros es una estructura de base rectangular y planta baja cubierta por un tejado de varias vertientes. Dispone de una vía principal (vía 1), dos derivadas (vías 2 y 3) y ocho vías muertas (vías 4, 5, 6, 7, 8, 9, 10, 11, y 12). Existen más vías sin numeración, como la que alcanza las instalaciones que tiene Koipe en la zona o la que enlaza con el antiguo silo de la Red Nacional de Silos y Graneros. Solo las vías 1 y 2 tienen acceso a andén ya que la gran mayoría de vías cumplen funciones logísticas, de hecho el recinto cuenta con un muelle cubierto de mercancías y con dos piqueras. Los cambios de andén se realizan a nivel. El andén lateral y el central están cubiertos con marquesinas propias.

## Servicios ferroviarios

### Larga Distancia
Los trenes de largo recorrido que se detienen en la estación unen Barcelona con Sevilla, Madrid (mediante transbordo) y  Málaga (Mediante transbordo).

### Media Distancia
Los servicios de Media Distancia ofrecen amplias conexiones con Sevilla, Córdoba y Jaén. Renfe usa para ello trenes MD aunque también circulan trenes Avant aprovechando así los trazados de alta velocidad existentes. 